# Granica wybuchowości
Granica wybuchowości – wielkość stężenia par, gazów lub pyłów substancji, które w mieszaninie z powietrzem mogą wybuchać od bodźca termicznego.
Wyróżnia się:
- dolną granicę wybuchowości – czyli najniższe stężenie substancji palnej,
- górną granicę wybuchowości – najwyższe stężenie substancji palnej w mieszaninie z powietrzem, przy którym jeszcze może nastąpić zapalenie się tej substancji i jej wybuch pod wpływem bodźca termicznego.

Zakres stężeń, przy których może nastąpić wybuch może być bardzo wąski. Na przykład dla benzyny mieści się on pomiędzy 1,3% a 7%, a dla cykloheksanu 1,22–4,81%. Z kolei dla innych substancji zakres ten może być znacznie szerszy, jak to ma miejsce np. dla acetylenu, gdzie jego zawartość w powietrzu grożąca wybuchem mieści się w granicach 2,5–80%.
Innym, obok stężenia danej substancji w powietrzu, ważnym czynnikiem decydującym o możliwości wybuchu jest temperatura zapłonu.